# Coțofenii din Dos
Coțofenii din Dos là một xã thuộc hạt Dolj, România. Dân số thời điểm năm 2002 là 2625 người.